# Karin Doppelbauer
Karin Doppelbauer (nascida a 2 de Março de 1975) é uma política austríaca do NEOS. É membro do Conselho Nacional desde 2017, e serve como porta-voz do JUNOS na Alta Áustria desde 2024.
É diplomada em Economia Agrícola.